# Люксембургский референдум по Конституции Европейского союза (2005)
Люксембургский референдум по Конституции Европейского союза проводился 10 июля 2005 года с целью выяснить, должен ли Люксембург ратифицировать предложенную Конституцию Европейского союза. В результате Конституция была одобрена большинством голосов: 56,52 % из 199 609 проголосовавших избирателей.
Вопрос, вынесенный на референдум, был следующий:

Вы в поддержку Договора, устанавливающего Конституцию для Европы, подписанного 29 октября 2004 года?
Оригинальный текст (фр.)Etes-vous en faveur du Traité établissant une Constitution pour l’Europe, signé à Rome, le 29 octobre 2004?

Предварительные опросы показывали небольшое преимущество за Конституцию при большой доле колеблющихся (16 %). Жан-Клод Юнкер, премьер-министр Люксембурга, заявил до голосования, что он уйдёт в отставку при отрицательном результате референдума. Традиционно Люксембург рассматривается как один из наиболее про-европейски настроенных членов Союза. Как правительственные, так и оппозиционные партии страны выступали за Конституцию. Люксембург после референдума стал 13-м государством ЕС, ратифицировавшим Конституцию. Хотя референдум носил рекомендательный характер, парламент обязался последовать его результату.
Фактически ратификация Конституции Люксембургом носила лишь символический характер, так как прошла после того, как Франция и Нидерланды её отвергли и единогласное решение необходимое для введение её в действие стало невозможным.

## Результаты
| Участие в референдуме: |         |         |
| Бюллетеней опущено     | 199 609 | 90,44 % |
| Не голосовало          | 21 108  | 9,56 %  |
| Всего избирателей      | 220 717 | 100 %   |
| Опущенные бюллетени:   |         |         |
| Действительные         | 193 715 | 97,05 % |
| Недействительные       | 5 894   | 2,95 %  |
| Всего голосов          | 199 609 | 100 %   |
| Да и Нет:              |         |         |
| Да (за)                | 109 494 | 56,52 % |
| Нет (против)           | 84 221  | 43,48 % |
| Всего                  | 193 715 | 100 %   |